# Minter en Hinter
Minter en Hinter is een Nederlandse krantenstrip, geschreven door Paul Biegel en Dick Vlottes en getekend door Dick Vlottes, die van 1959 tot 1961 in dagblad Het Vrije Volk verscheen. De strip draait om een brave tweeling, Minter en Hinter, die op verscheidene manieren in de problemen weten te raken. In totaal werden er 10 verhalen over de tweeling gepubliceerd, verspreid over 580 afleveringen (en drie inleidende strookjes).

## Achtergrond
Dick Vlottes (geb. 19-12-1932) begon zijn striploopbaan begin vijftiger jaren bij handelsdrukkerij ATH, waar hij o.a. de Nederlandse Tarzan-comics maakte. Tevens werkte hij als freelancer bij de Toonder Studio's, waar hij onder meer meewerkte aan 'Tom Poes' en 'Kappie'. Van de tien verhalen van 'Minter en Hinter' schreef hij zelf de teksten, op twee verhalen na, die van de hand van Paul Biegel waren. 
Biegel was vanaf 1959 op freelancebasis actief bij de Toonder Studio's van Marten Toonder als leerling-tekstscriptschrijver. In deze functie schreef hij mee aan onder meer Kappie. Oorspronkelijk heette de strip Minter, Hinter en Binter, maar Binter werd door Toonder geschrapt omdat hij problemen voorzag met het tekenen.

## Overzicht van de verhalen
De reeks werd voorafgegaan door drie ongenummerde inleidende afleveringen. Daarna verschenen de volgende verhalen:
1. De zwiergeit (afl. 1-48)
2. De verdwijnkast (afl. 1-58)
3. Het fluwelen ventje (afl. 1-44)
4. De gouden kadetjes (afl. 1-47)
5. De dolende zozer (afl. 1-60)
6. Het poefdier (afl. 1-57)
7. De schrik van Pebbel (afl. 1-72)
8. Het geheim van de ruïne (afl. 73-145)
9. De circoprops (afl. 146-208)
10. De schimmelpeentjes (afl. 209-266)

Er zijn verschillende boekuitgaven verschenen. Op dit moment (2013-2015) heeft uitgeverij The Keij Position een volledige uitgave gepland in drie delen. Deel 2 (verhaal 5, 6 en 7) is inmiddels verschenen; de andere delen moeten nog verschijnen (stand: september 2014).